# Serail

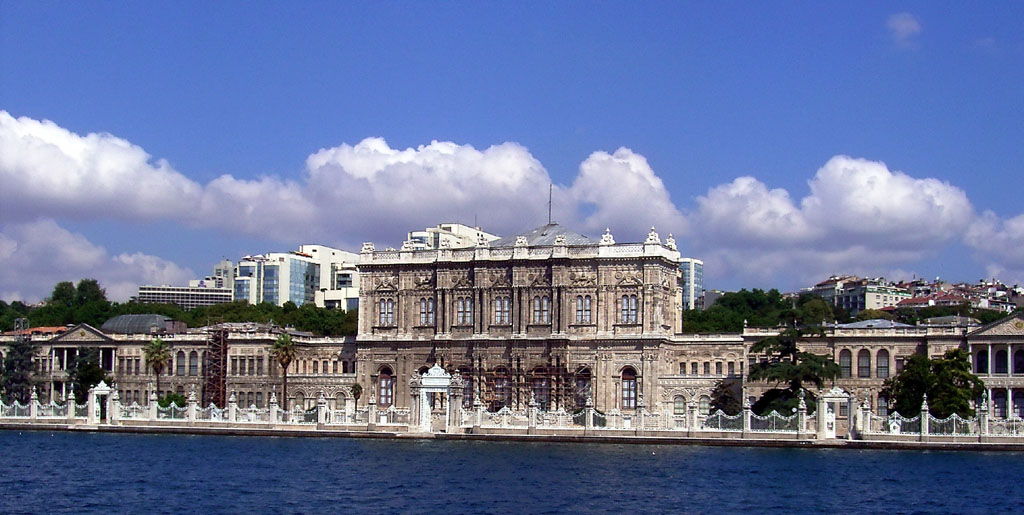
Dolmabahçe Sarayı

Als Serail (türkisch Saray von persisch سرای, DMG sarāy, ‚Haus, Wohnhaus, Palast‘) werden der Palast, die Residenz und der Regierungssitz eines osmanischen zentralen oder regionalen Herrschers bezeichnet.
Im levantinischen Arabischen erscheint das persische Lehnwort als سراي oder سراية, DMG Sarāy, Sarāya. Es bezeichnet Bauten für Repräsentation, Wohnzwecke und Verwaltung aus osmanischer Zeit, denn private Gemächer, auch solche für Haremsdamen, wie Verwaltungsräume, waren oft unter einem Dach.
Im europäischen Verständnis wird Serail vor allem mit dem Palast eines osmanischen Sultans gleichgesetzt. Besonders im 18. Jahrhundert war es Inbegriff der exotischen Vorstellungen der Europäer von der (Hof-)Kultur des Osmanischen Reiches, wie sie exemplarisch in Mozarts Oper Die Entführung aus dem Serail zum Ausdruck kommen.
Die großen Serails in Istanbul gelten als Meisterwerke osmanischer Baukunst, doch auch in Marokko gibt es mehrere Sultans- oder Königspaläste, deren Architektur teilweise bis in die almohadische, merinidische oder alawidische Zeit zurückreicht.

## Bedeutende Serails
- Beylerbeyi-Palast in Istanbul
- Dolmabahçe-Palast in Istanbul
- Ishak-Pascha-Palast in Doğubeyazıt
- Topkapı Sarayı (Kanonentor-Serail) in Istanbul
- Yıldız-Palast in Istanbul